# Bakun
Bakun (Ilocano: Ili ti Bakun; Tagalog: Bayan ng Bakun) est une municipalité de la province de Benguet. Selon le recensement de 2020, elle compte une population de 14 535 habitants.

## Histoire
Pendant la période espagnole, Bakun était une rancheria de la Commandancia Politico-Militar de Amburayan. Ampusongan (actuellement un barangay de Bakun) était une rancheria de la Commandancia Politico Militar de Tiagan, Distrito de Benguet.
Lorsque les États-Unis prirent le contrôle des Philippines, le Congrès américain promulgua la loi n° 48 en novembre 1900, plaçant Bakun sous la province d'Amburayan et Ampusongan sous la province de Benguet. Le 13 août 1908, Benguet est devenue une sous-province de la nouvelle Mountain Province avec la promulgation de la loi n° 1876, et les districts municipaux de Bakun et d'Ampusongan ont été intégrés à la sous-province.
En 1917, le Bureau des tribus non chrétiennes a recommandé que la frontière occidentale de la province des montagnes soit repoussée vers l'est, de sorte que l'ensemble de la sous-province d'Amburayan et de grandes parties de Lepanto et de Benguet fassent partie d'Ilocos Sur et de La Union. Au début de l'année 1937, Ampusongan a été fusionnée avec Bakun, cette dernière portant le nom de la commune tandis que la première est devenue un barangay. La publication de la loi de la République n° 4695 en 1966 a fait de Bakun une municipalité à part entière de la province nouvellement créée de Benguet.

## Géographie
Elle compte 7 barangays: 
| Barangays           | Population (2020) |
| ------------------- | ----------------- |
| Ampusongan          | 2625              |
| Bagu                | 820               |
| Dalipey             | 2392              |
| Gambang             | 4267              |
| Kayapa              | 1741              |
| Poblacion (Central) | 1894              |
| Sinacbat            | 1518              |